# رافي ثورنتون
رافي ثورنتون (بالإنجليزية: Ravi Thornton)‏ هي فنانة قصص مصورة بريطانية، ولدت في 1973 في مانشستر في المملكة المتحدة.